# Дуван-Мечетлино
Дуван-Мечетлино (баш. Дыуан-Мәсетле) — село в Мечетлинском районе Башкортостана, административный центр Дуван-Мечетлинского сельсовета.

## Географическое положение
Находится на левом берегу реки Ай.
Расстояние до:
- районного центра (Большеустьикинское): 32 км,
- ближайшей ж/д станции (Сулея): 94 км.

## Население
| 1939 | 1959 | 1970 | 1979 | 1989 | 2002 | 2009 |
| ---- | ---- | ---- | ---- | ---- | ---- | ---- |
| 988  | ↘929 | ↘770 | ↘647 | ↗651 | ↗669 | ↘599 |
| 2010 |      |      |      |      |      |      |
| ↗681 |      |      |      |      |      |      |

Национальный состав
Согласно переписи 2002 года, преобладающая национальность — башкиры (100 %).

## Религия
В селе есть мечеть.

## Известные уроженцы
- Аллаяров, Ричард Хайруллович (5 мая 1927 — 5 ноября 1988) — нефтяник, буровой мастер, Почётный нефтяник СССР (1959), Герой Социалистического Труда (1959)[8][9].
- Вагапов, Сабир Ахмедьянович (10 мая 1904 — 13 августа 1993) — советский партийный и государственный деятель, Председатель Совета Народных Комиссаров Башкирской АССР, первый секретарь Башкирского обкома КПСС (1946—1953)[10].
- Калимуллин, Барый Гибатович (10 апреля 1907 — 21 июля 1989) — советский архитектор, педагог, общественный деятель[11][12].
- Ринат Камал (род. 28 июня 1954) — башкирский писатель, член Союза писателей РБ, заслуженный работник культуры Республики Башкортостан, лауреат Государственной премии имени Салавата Юлаева (2010)[13][14].